# Periscyphops triarticulatus
Periscyphops triarticulatus là một loài chân đều trong họ Eubelidae. Loài này được Hilgendorf miêu tả khoa học năm 1893.